# Allotraeus sphaerioninus
Allotraeus sphaerioninus là một loài bọ cánh cứng trong họ Cerambycidae.